# Ford Focus RS WRC

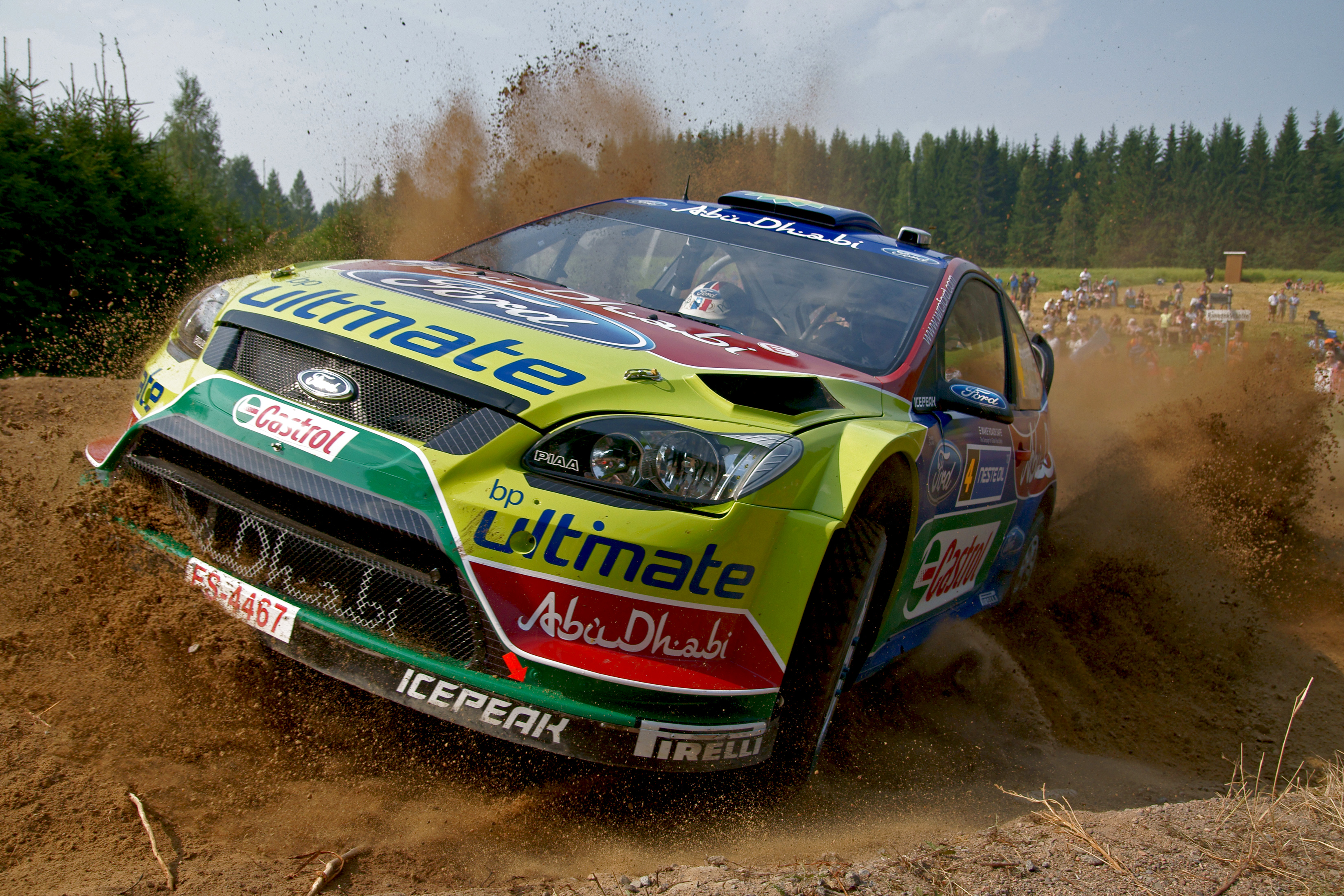
Jari-Matti Latvala – Gewinner der Rally Finnland 2010

Der Ford Focus RS WRC war ein Rallyefahrzeug von Ford Europa und dem Unternehmen M-Sport, gebaut für die Rallye-Weltmeisterschaft. Das Rallye-Auto basierte auf dem Ford Focus mit 2,0-Liter-Ottomotor. Das Modell Focus RS WRC nahm von 1999 bis 2010 in beinahe jährlich modifizierter Form an der Rallye-WM teil. Mit dem Focus RS WRC wurden 44 WM-Läufe und zwei WM-Titel der Hersteller in den Jahren 2006 und 2007 gewonnen. Der Focus RS WRC wurde vom Ford Fiesta RS WRC abgelöst.

## Entwicklung

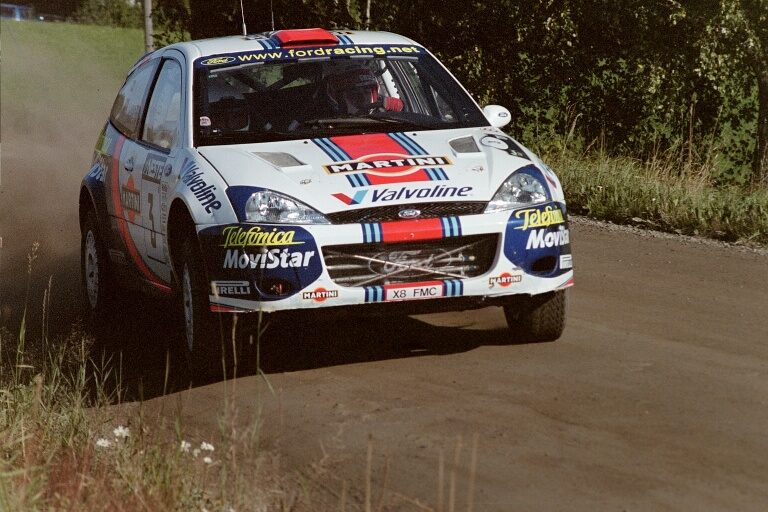
Der Ford Focus RS WRC 01 bei der Rallye Finnland 2001

Der Ford Focus RS WRC verfügte über Allradantrieb und nicht nur über Frontantrieb wie das Straßenauto. Ab der Version 2007 wurde ein 2,0 Liter-Duratec-Motor verwendet. Wie bei den meisten Rallye-Autos der damaligen Zeit wurde die Leistung durch einen Turbolader erhöht. Der 2009 Ford Focus RS WRC verwendete ebenfalls einen Duratec-Motor mit vier Reihenzylindern, 16 Ventilen und einem Garrett-Turbolader. Der Allradantrieb, das Sechsganggetriebe, das elektronisch gesteuerte Differenzial sowie die Bremsen wurden von dem Unternehmen M-Sport und dessen Partnern entwickelt und gewartet. Der Motor leistete bei rund 6000 Umdrehungen in der Minute 220 kW (300 PS).

## Geschichte
Die erste Version des Rallye-Autos wurde für die Rallye-Weltmeisterschaft 1999 gebaut und löste den Ford Escort WRC ab. Beim Debüt in der Rallye Monte Carlo fuhren Colin McRae und Simon Jean-Joseph die beiden neuen Autos. Der Focus WRC war schnell unterwegs und markierte sogar Bestzeiten. Wegen einer nicht regelkonformen Wasserpumpe wurden sie allerdings disqualifiziert. McRae gewann danach die Rallye Safari mit über 14 Minuten Vorsprung auf einen zweitplatzierten Toyota mit Didier Auriol am Steuer. Die erste Saison mit dem Focus WRC beendete Ford mit dem vierten Rang in der Herstellerwertung.
Im Jahr 2003 veröffentlichte Ford einen neu gestalteten Focus WRC mit dem Namen Focus RS WRC 03, für die zweite Saisonhälfte. Das Auto wurde von Grund auf neu gebaut mit einer leichteren Karosserie und aerodynamischen Verbesserungen. Markko Märtin gewann damit die Rally Griechenland und die Rallye Finnland.
Die Modelle 2004 und 2005 des Focus RS WRC waren Weiterentwicklungen des RS WRC 03. Der Focus RS WRC 04 gewann drei Rallyes mit Märtin am Steuer im Jahr 2004. 2005 war das Auto nicht mehr wettbewerbsfähig und Ford hatte eine sieglose Saison hinter sich gebracht. Beim letzten Weltmeisterschaftslauf bei der Rallye Australien 2005 wurde zum ersten Mal der Focus RS WRC 06 eingesetzt. Im Jahr 2006 gewannen Marcus Grönholm und Mikko Hirvonen mit acht Siegen die Herstellerwertung für Ford. In der Fahrerweltmeisterschaft waren sie auf dem zweiten und dritten Rang klassiert hinter Sébastien Loeb.
Der Focus RS WRC 07 wurde auf dem Modell von 2006 aufgebaut. Beim neuen Fahrzeug wurde vor allem auf die Gewichtsreduzierung und die Gewichtsverteilung gesetzt, um das Fahrverhalten des Autos zu verbessern. Bei der ersten Rallye 2007 mit dem neuen Auto in Finnland belegten Grönholm und Hirvonen die Ränge eins und zwei. Auch 2007 gewann man die Hersteller-Weltmeisterschaft.
Bei der Rallye Schweden 2008 gewann Jari-Matti Latvala als bis dahin jüngster Fahrer einen Weltmeisterschaftslauf mit dem RS WRC 07. Die 2008-Version des Focus RS WRC debütierte bei der Rallye Deutschland. Beim RS 08 wurde der Motor verbessert und die Front dem Focus-RS-Serienfahrzeug angepasst. Mit diesem Fahrzeug konnte Ford aber nur einen Sieg bei der Rallye Japan realisieren.
Die Version des Focus RS WRC 2009 debütierte bei der Rallye Sardinien. Latvala gewann die Rallye vor seinem Teamkollegen Hirvonen. Ab der Saison 2011 wurde der Focus vom Ford Fiesta RS WRC abgelöst.
Der Ford Focus RS WRC nahm an 173 Weltmeisterschaftsläufen teil, gewann 44 Rallyes und die Piloten des RS WRC standen 142 Mal auf dem Siegerpodium der ersten Drei.

## WRC-Siege
| Nr. | Saison | Rallye                | Fahrer              | Beifahrer       |
| --- | ------ | --------------------- | ------------------- | --------------- |
| 1   | 1999   | Rallye Safari         | Colin McRae         | Nicky Grist     |
| 2   | 1999   | Rallye Portugal       | Colin McRae         | Nicky Grist     |
| 3   | 2000   | Rallye Katalonien     | Colin McRae         | Nicky Grist     |
| 4   | 2000   | Rallye Griechenland   | Colin McRae         | Nicky Grist     |
| 5   | 2000   | Zypern Rallye         | Carlos Sainz senior | Luís Moya       |
| 6   | 2001   | Rallye Argentinien    | Colin McRae         | Nicky Grist     |
| 7   | 2001   | Rallye Zypern         | Colin McRae         | Nicky Grist     |
| 8   | 2001   | Rallye Griechenland   | Colin McRae         | Nicky Grist     |
| 9   | 2002   | Rallye Argentinien    | Carlos Sainz        | Luís Moya       |
| 10  | 2002   | Rallye Griechenland   | Colin McRae         | Nicky Grist     |
| 11  | 2002   | Rallye Safari         | Colin McRae         | Nicky Grist     |
| 12  | 2003   | Rallye Griechenland   | Markko Märtin       | Michael Park    |
| 13  | 2003   | Rallye Finnland       | Markko Märtin       | Michael Park    |
| 14  | 2004   | Rallye Mexiko         | Markko Märtin       | Michael Park    |
| 15  | 2004   | Rallye Frankreich     | Markko Märtin       | Michael Park    |
| 16  | 2004   | Rallye Katalonien     | Markko Märtin       | Michael Park    |
| 17  | 2006   | Rallye Monte Carlo    | Marcus Grönholm     | Timo Rautiainen |
| 18  | 2006   | Rallye Schweden       | Marcus Grönholm     | Timo Rautiainen |
| 19  | 2006   | Rallye Griechenland   | Marcus Grönholm     | Timo Rautiainen |
| 20  | 2006   | Rallye Finnland       | Marcus Grönholm     | Timo Rautiainen |
| 21  | 2006   | Rallye Türkei         | Marcus Grönholm     | Timo Rautiainen |
| 22  | 2006   | Rallye Australien     | Mikko Hirvonen      | Jarmo Lehtinen  |
| 23  | 2006   | Rallye Neuseeland     | Marcus Grönholm     | Timo Rautiainen |
| 24  | 2006   | Rallye Großbritannien | Marcus Grönholm     | Timo Rautiainen |
| 25  | 2007   | Rallye Schweden       | Marcus Grönholm     | Timo Rautiainen |
| 26  | 2007   | Rallye Norwegen       | Mikko Hirvonen      | Jarmo Lehtinen  |
| 27  | 2007   | Rallye Sardinien      | Marcus Grönholm     | Timo Rautiainen |
| 28  | 2007   | Rallye Griechenland   | Marcus Grönholm     | Timo Rautiainen |
| 29  | 2007   | Rallye Finnland       | Marcus Grönholm     | Timo Rautiainen |
| 30  | 2007   | Rallye Neuseeland     | Marcus Grönholm     | Timo Rautiainen |
| 31  | 2007   | Rallye Japan          | Mikko Hirvonen      | Jarmo Lehtinen  |
| 32  | 2007   | Rallye Großbritannien | Mikko Hirvonen      | Jarmo Lehtinen  |
| 33  | 2008   | Rallye Schweden       | Jari-Matti Latvala  | Miikka Anttila  |
| 34  | 2008   | Rallye Jordanien      | Mikko Hirvonen      | Jarmo Lehtinen  |
| 35  | 2008   | Rallye Türkei         | Mikko Hirvonen      | Jarmo Lehtinen  |
| 36  | 2008   | Rallye Japan          | Mikko Hirvonen      | Jarmo Lehtinen  |
| 37  | 2009   | Rallye Sardinien      | Jari-Matti Latvala  | Miikka Anttila  |
| 38  | 2009   | Rallye Griechenland   | Mikko Hirvonen      | Jarmo Lehtinen  |
| 39  | 2009   | Rallye Polen          | Mikko Hirvonen      | Jarmo Lehtinen  |
| 40  | 2009   | Rallye Finnland       | Mikko Hirvonen      | Jarmo Lehtinen  |
| 41  | 2009   | Rallye Australien     | Mikko Hirvonen      | Jarmo Lehtinen  |
| 42  | 2010   | Rallye Schweden       | Mikko Hirvonen      | Jarmo Lehtinen  |
| 43  | 2010   | Rallye Neuseeland     | Jari-Matti Latvala  | Miikka Anttila  |
| 44  | 2010   | Rallye Finnland       | Jari-Matti Latvala  | Miikka Anttila  |